# Грегорац
Грегорац или тротрни грегорац (Gasterosteus aculeatus) је врста рибе из класе зракоперки, реда Gasterosteiformes и породице Gasterosteidae, која се јавља у већини унутрашњих приобалних вода. Многи примјерци су анадромни (живе у морској води, али се размножавају у слаткој) и врло толерантне на промјене салинитета, што је занимљиво за физиологе. Приказује комплексно понашање када су у питању младе јединке (одбрана територија, изградња јазбине, брига о јајима). Његове антипредаторске адаптације, интеракције домаћин-паразит, сензорна физиологија, репродуктива физиологија и ендокринологија су такође много проучаване. Олакшавајућа околност за ова проучавања јесте чињеница да је ову рибу могуће лако пронаћи у природи и да је једноставно чувати је у акваријуму.

## Опис
Ова врста може повремено достићи дужину од 8 центиметара, али је уобичајено да зрела, одрасла јединка има дужину од 3 до 4 центиметра. Тијело је бочно спљоштено. Подножје репа је витко. Репна пераја имају 12 перајних зрака, док леђна имају 10 до 14. Подрепна пераја имају осам до једанаест. Грудна пераја су велика, са десет перајних зрака. На тијелу нема крљушти, али је заштићена коштаним плочама на леђима, боковима и стомаку.
Боја доњег дијела тијела варира, али тежи ка маслинастој или сребрнкасто зеленој боји, понекад са смеђим флекама. Бокови и стомак су сребрни. Код мужјака током сезоне размножавања очи постају плаве, а доњи дио главе, грло и предњи дио стомака постају јарко црвени. Грло и стомак женки које се размножавају постају благо ружичасти. Међутим, јављају се и случајеви када су мужјаци у току размножавања сви црни или сви бијели.
Већем дијелу ове популације су потребне двије године да постану зреле јединке и доживе само једну сезону размножавања прије него што умру. Неким примјерцима су потребне и три године да достигну зрелост. Међутим, неке слатководне популације могу сазријети и за само годину дана.
Грегорац је познати посредни домаћин хермафродитског паразита Schistocephalus solidus.

## Варијације у морфологији
МУЗП тренутно препознаје три подврсте:
- G. a. aculeatus, који је врло чест. Његово народно име у Британији је tiddler.
- G. a. williamsoni, који се налази најчешће у Сјеверној Америци, најчешће у јужном дијелу Калифорније. Ипак, пронађене су и изоловане јединке у Британској Колумбији и Мексику.
- G. a. santaeannae такође подврста која је ограничена на подручје Сјеверне Америке.

Ове подврсте заправо представљају три примјера из великог распона морфолошких варијација.
Већи дио свог одраслог живота проводи једући планктон и рибу у мору, а враћа се у слатку воду да се размножи. Одрасле рибе су углавном дужине између 6 и 10 центиметара. Ове рибе се могу пронаћи у слатководним језерима и потоцима. Ове популације су вјероватно настале када су анадромске рибе почеле да проводе читав свој животни циклус у слаткој води и тако су еволуирале да живе тамо током цијеле године. Слатководне популације су изразито морфолошки разнолике. Једна стална разлика између слатководне популације и њихових анадромних предака јесте количина тјелесног оклопа, јер већина слатководних риба има само између нула и дванаест бочних оклопних плоча и краћих дорзалних и карличних бодљи. Међутим, и велике морфолошке разлике се јављају између језера. Једна главна варијација је између популација које се налазе у дубоким језерима и оних у малим, плитким језерима. Рибе у дубоким језерима се обично хране планктонима у близини површине и често имају велике очи, са кратким, витким тијелима. Рибе из плитких језера хране се углавном на дну језера и често су дугачке и тешке грађе са релативно хоризонталним чељустима и малим очима.
Постоје и примјери језера у ком се јављају ова оба типа, али се не размножавају један са другим. Ово је одличан примјер како прилагођавање различитим срединама (у овом случају храњење при површини воде или на дну језера) може створити нове врсте. Овај процес се назива еколошка спецификација. Ове врсте се могу пронаћи у Британској Колумбији. Сама језера садрже само пастрмке и ову врсту рибе, а сва се налазе на острвима.
Према МУЗП-у, грегорац спада у најмање угрожене (неугрожене) врсте рибе.

## Размножавање
Крајем априла, мужјаци и женке се селе из дубљих вода у плића подручја. Тамо сваки мужјак брани територију на којој на дну гради јазбину, тј. гнијездо за лијегање јаја. Он започиње копањем мале јаме. Затим их пуне биљним материјалима (често нитастим алгама) и пијеском. Затим ствара тунел пливајући сферно кроз њега. Изградња гнијезда обично траје пет до шест сати, мада се може одужити и на неколико дана. Послије тога, мужјаци се удварају женкама цик-цак плесом. Женки прилазе пливајући лијево-десно кроз кратке удаљености, а затим на исти начин плива до гнијезда. Уколико га женка слиједи, отпливаће кроз тунел и положити 40 до 300 јаја. Мужјак слиједи да оплоди јајашце, а затим отјера женку. Током трајања развоја јаја, мужјак ће прогонити остале рибе са којим се не може размножавати. Ипак, он се може наставити удварати другим женкама зрелим за размножавање (у једном гнијезду се може одложити више од једне групе јаја).
Слијед територијалног удварања и понашања парења детаљно је описао Нико Тинберген у значајној раној студији етологије. Према Тинбергену, црвена боја на грлу територијалног мужјака дјелује као једноставан стимулус, ослобађајући агресију у правцу других мужјака и привлачећи женке. Црвена боја на мужјацима може користити и женкама као начин за процјену квалитета мужјака. Ова боја настаје из каротеноида који се налазе у исхрани рибе. Степен обојења даје индикацију мушког квалитета (способност проналажења хране), а мужјаци вишег квалитета показују интензивнију обојеност. Такође, мужјаци са мањим бројем паразита имају тенденцију да покажу свјетлију црвену боју. Многа истраживања су показала да женке више воле мужјаке са јарко црвеном бојом. Међутим, ова црвена боја није универзална за читаву врсту, јер постоје и примјерци са црним грлом.
Мужјак се брине за развој јаја, хладећи их. Поравна се са улазом тунела у гнијездо и плива у мјесту. Кретање његових грудних пераја ствара струју воде кроз гнијездо, доводећи свјежу (добро оксигенирану) воду до јаја. Он то ради не само током дана, већ и током ноћи. Нивои вентилације имају тенденцију повећавања све док се јаја не излегну, а то траје од седам до осам дана на 18-20 степени Целзијусових. Нивои распршивања се такође повећавају уколико недостаје кисеоника. Пред крај фазе развоја јаја, мужјак често прави рупе у гнијезду, вјероватно да би побољшао вентилацију гнијезда у вријеме када су јаја метаболички активна. Једном када се млади излегну, мужјак их покушава задржати на окупу неколико дана, усисавајући млађ у уста и пљујући је назад у гнијездо. Након тога, млади се расељавају, а мужјак исто напушта гнијездо или га поправља и припрема за даље размножавање.
У Новој Шкотској јавља се форма грегорца, која одступа од уобичајеног начин размножавања. Мужјак одмах по излијегању јаја растјерује младе и наставља да тражи женке за даље размножавање. У случају ове популације дошло је до губитка родитељског старања.
Присутност инфекције паразитом Schistocephalus solidus може смањити производњу јаја или чак и потпуно одсуство истих код женки.

## Распрострањеност и станиште
Грегорац се може пронаћи само на сјеверној хемисфери, гдје обично настањује обалне или слатке воде. Може да живи и у слаткој и у сланој води. Преферира споро текућу воду. Може се такође пронаћи у јарцима, барама, језерима, потоцима, мирним ријекама и мочварама. Станишта врсте су морски екосистеми и слатководна подручја, језера и језерски екосистеми, као и речни екосистеми. Врста је присутна и на подручју Црног мора.
У Сјеверном Америци се простире дуж западне и источне обале, а такође се може пронаћи и у Азији (на примјер у Јапану и Кореји) и Европи. У Европи врста је присутна у Италији, Финској, Исланду, Ирској, Русији, Шведској, Норвешкој, Пољској, Немачкој, Румунији, Украјини, Белорусији, Турској, Данској, Уједињеном Краљевству, Бугарској, Француској, Холандији, Литванији, Летонији, Словачкој, Чешкој, Естонији, Молдавији, Белгији, Грузији и Хрватској.

## Угроженост
Ова врста није угрожена, и наведена је као последња брига јер има широко распрострањење.